# Antoine Mizon
Antoine Mizon, cuyo nombre completo era Louis Alexandre Antoine Mizon (París, 16 de julio de 1853 - océano Índico, 11 de marzo de 1899) fue un oficial naval y explorador francés.

## Biografía

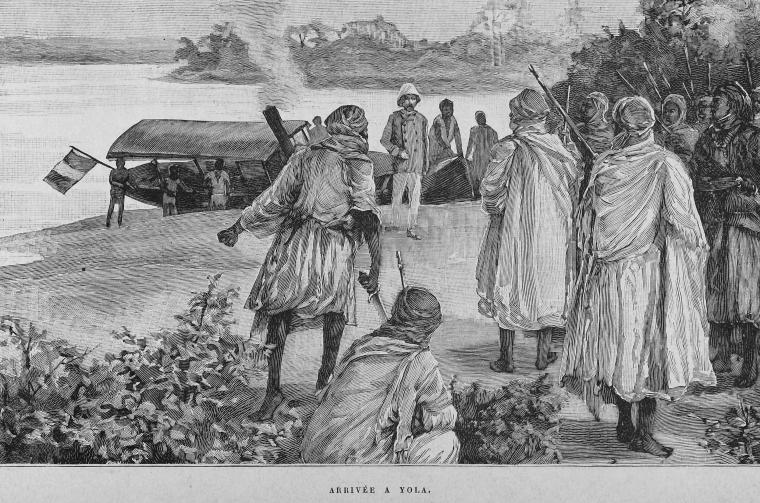
Llegada del teniente Mizon a Yola

Entre 1880 a 1882, Mizon colaboró con Pierre Savorgnan de Brazza y Jean-Noël Savelli en el Congo, luego se reincorporó al ejército hasta 1890.
En agosto de 1892, partió desde Pauillac, en Burdeos, una misión comandada por Mizon a bordo del barco Ville-de-Céréa. La misión incluyó, además de personal naval y de infantería, a dos comerciantes y al doctor Ward, que había pedido aprovechar la expedición para enriquecer sus colecciones de historia natural.
En agosto, la expedición llegó a Dakar, donde se unieron varios fusileros senegaleses. En septiembre llegaron al puerto de Cotonú, en el actual Benín, y la expedición se embarcó en dos pequeños vapores, el Sergent-Malamine y el Mosca. A finales de este mes comenzaron a remontar el río Níger, llegando en octubre hasta la confluencia con su principal afluente, el río Benue, que empezaron a remontar
A finales de octubre, el Sergent-Malamine quedó encallado y la expedición se vio obligada a esperar durante los nueve meses que duró la estación seca, hasta que las aguas volvieron a subir. El encallamiento se produjo frente al pueblo de Chirou, en territorio del sultán de Mouri, Mohamed-ben-Abn-Boubakar, quien recibió calurosamente a la expedición. El sultán de Mouri pidó ayuda a los franceses para vencer a la tribu Koâna, que obstaculizaba los intercambios comerciales que usaban la ruta de Kano. Mizon decidió apoyar al sultán de Mouri y a finales de diciembre de 1892, Koâna quedo sometida. 
En febrero de 1893, llegaron los miembros de la misión de Casimir Maistre, que volvían a Francia después de un largo viaje por la región del Congo. En marzo de 1803, Mizon y sus compañeros comenzaron a instalar un puesto comercial. Tras un prometedor comienzo, las rutas comerciales quedaron cerradas debido a que los habitantes de Deulti, un pueblo cercano a Mouri, se dedicaron a robar a todos los comerciantes. Mizon organizó una expedición de castigo que terminó con esas actividades.
Durante la noche del 13 de julio de 1893, unas lluvias torrenciales produjeron una inundación muy fuerte que permitieron que el Sergent-Malamine flotase de nuevo. Pudieron entonces continuar su ascenso por el Benue, llegando en agosto a Yola, en la frontera de las colonias alemanas y británicas. A finales de septiembre, y debido a las tensiones con las autoridades coloniales alemanas y británicas, la misión francesa tuvo que emprender el regreso, bajando por el Benue y volviendo hasta su punto de partida, Cotonú.
Mizon se estableció posteriormente en Madagascar, siendo luego administrador principal (subordinado al Gobernador General de Madagascar) en Mayotte durante 1897 y 1899. En marzo de 1899, fue nombrado gobernador de Yibuti. Sin embargo, el 11 de marzo se suicidó de un disparo en la cabeza, sin que se conozcan los motivos de esta decisión.